# Hierokles von Alexandria (Neuplatoniker)
Hierokles von Alexandria war ein spätantiker griechischer Philosoph der neuplatonischen Richtung. Er lebte in der ersten Hälfte des 5. Jahrhunderts.

## Leben
Hierokles war ein Schüler des Plutarch von Athen, hat also in Athen studiert. Später lehrte er in seiner Heimatstadt Alexandria, wobei er sich insbesondere mit der Auslegung von Platons Schriften befasste. Bei seinen dortigen Schülern genoss er ein hohes Ansehen. Sonst ist aus seinem Leben wenig bekannt außer einer Episode, die der Philosoph Damaskios erzählt: Hierokles begab sich nach Konstantinopel, wo er aus unbekanntem Grund mit den Behörden in Konflikt kam. Er wurde angeklagt, verurteilt, ausgepeitscht und zeitweilig an einen unbekannten Ort verbannt. Wahrscheinlich handelte es sich bei dem Delikt um einen Verstoß gegen das Verbot nichtchristlicher religiöser Praktiken. Später kehrte er aus der Verbannung nach Alexandria zurück. Er war mit dem Historiker Olympiodoros von Theben bekannt. Zu seinen Schülern gehörte Theosebios.

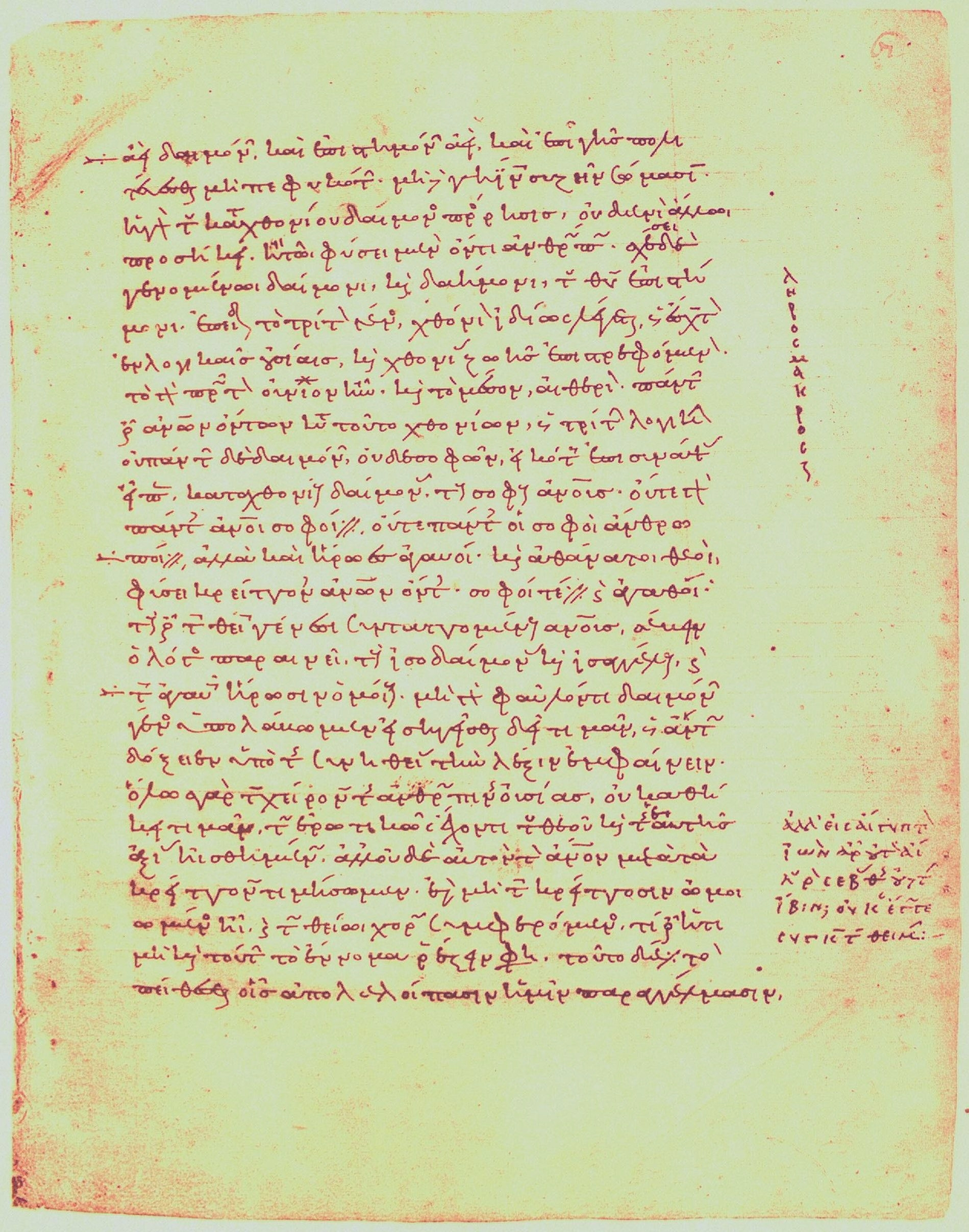
Eine Seite einer im Jahr 925 geschriebenen Handschrift, die den Kommentar des Hierokles zu den Goldenen Versen enthält. Wien, Österreichische Nationalbibliothek, Cod. Phil. gr. 314, fol. 61r

## Werke
Anscheinend verfasste Hierokles nur zwei Werke: einen ausführlichen Kommentar zu den pythagoreischen Goldenen Versen, der vollständig erhalten ist, und eine nur fragmentarisch erhaltene Schrift Über die Vorsehung und die Heimarmene, die er Olympiodoros widmete. Von letzterem Werk bietet Photios eine Übersicht und Auszüge.
Über die Vorsehung und die Heimarmene behandelte weit mehr, als der Titel besagt, denn Hierokles befasste sich darin – ausgehend vom Kernthema Vorsehung – mit einer Reihe von philosophischen Fragen und bot eine Darstellung der Philosophiegeschichte, die von Orpheus und Homer bis zu seinem eigenen Lehrer Plutarch von Athen reichte. Dabei wollte er aus neuplatonischer Sicht zeigen, dass alle bedeutenden Denker vor und nach Platon (darunter Orpheus und Homer, die er als Philosophen bzw. Theologen auffasste) übereinstimmend die Grundideen des Platonismus vertreten hätten. Dieselbe Grundlage schrieb er auch der orientalischen Weisheitstradition (Chaldäische Orakel) zu. Mit Nachdruck vertrat er die These der Übereinstimmung von Platon und Aristoteles. Gegenteilige Auffassungen und die Ansichten der Stoiker und Epikureer versuchte er zu widerlegen, Widersprüche zwischen den überlieferten Standpunkten der Autoritäten führte er auf spätere Verfälschung ihrer Lehren zurück. Unter den nachplatonischen Philosophen wies er Ammonios Sakkas eine Schlüsselrolle zu; dieser habe die wahre platonisch-aristotelische Lehre von Verfälschungen gesäubert und in ihrer ursprünglichen reinen und einheitlichen Form seinen Schülern und späteren Generationen übermittelt.
Im Kommentar zu den Goldenen Versen erweist sich Hierokles als Neupythagoreer. Ebenso wie andere spätantike Neuplatoniker und Neupythagoreer war er überzeugt, dass zwischen den Lehren des Pythagoras und denen Platons kein Unterschied bestehe. Die Goldenen Verse betrachtete er als zusammenfassende Einführung in das Studium dieser universalen Philosophie.

## Lehre
Früher wurde die Ansicht vertreten, Hierokles habe christliches Gedankengut aufgenommen und eine Synthese von Platonismus und Christentum angestrebt. Nach heutigem Forschungsstand ist davon auszugehen, dass er ebenso wie die Athener Neuplatoniker, in deren Kreis er seine Ausbildung erhalten hatte, ein konsequenter Anhänger der alten Religion war und blieb und das Christentum ablehnte. Stark beeinflusst war Hierokles von dem Neuplatoniker Iamblichos von Chalkis. Die früher verbreitete Auffassung, Hierokles habe einen spezifisch alexandrinischen Platonismus vertreten, der sich in der Metaphysik wesentlich von den Lehren der Athener Neuplatoniker unterschieden habe, ist überholt.
Hierokles nimmt eine Dreiteilung der Philosophie vor. Ausgehend von der traditionellen Einteilung in praktische und „theoretische“ (kontemplative) Philosophie teilt er die praktische in einen bürgerlichen Bereich (politikón) und einen initiationsbezogenen (telestikón). Alle drei sollen der Reinigung der Seele dienen. Die kontemplative Philosophie hat die Aufgabe, durch Wahrheitserkenntnis die Vernunftseele zu reinigen, die bürgerliche (soziale) soll durch Tugendübung die irrationale Seele läutern und die initiationsbezogene das Seelenfahrzeug. Das Seelenfahrzeug ist für Hierokles ein spiritueller „lichthafter Körper“, den er als unsterblich auffasst. Es sorgt für die Verbindung der Vernunftseele mit dem physischen Körper, dem es das Leben einhaucht, wenn die Seele in ihn eintritt.
Ebenso wie andere Neuplatoniker geht Hierokles davon aus, dass das Eine in der Hierarchie des Seienden an oberster Stelle steht. Unterhalb des Einen nimmt er einen Weltschöpfer (Demiurgen) an, den er auch Zeus nennt und mit der pythagoreischen Tetraktys gleichsetzt. Im Unterschied zu einer im Mittelplatonismus vertretenen Ansicht ist er der Auffassung, die Erschaffung der physischen Welt sei nicht auf der Basis einer präexistenten Materie erfolgt, sondern auch das materielle Substrat sei Teil eines ewigen Schöpfungsprozesses. Den Demiurgen bezeichnet er als Schöpfer der gesamten sichtbaren und unsichtbaren Weltordnung. Unmittelbar unterhalb des Demiurgen ordnet er die unsterblichen Götter ein, die – wie alles Unsterbliche – dem Demiurgen ihre Existenz verdanken, aber nicht in der Zeit geschaffen sind. Unter den Göttern steht die Klasse der Heroen oder (gutartigen) Dämonen und unter dieser diejenige der Menschen. Götter, Heroen und Menschen sind die drei Klassen der Vernunftseelen; jedes Individuum ist unabänderlich seiner Klasse zugehörig.
Der irrationale Seelenbereich ist für Hierokles – ebenso wie das irrationale Leben der Tiere und Pflanzen – vergänglich und nicht unmittelbar vom Demiurgen erschaffen, sondern bloß ein belangloses Abbild des vom Demiurgen Erzeugten. Die unsterbliche Vernunftseele des Menschen hingegen kann erlöst werden; sie befreit sich vom materiellen Körper und kehrt in ihre himmlische Heimat zurück. Diese ist der Bereich, den auch die Heroen bewohnen, die sich nie in materielle Körper begeben haben. Darin unterscheidet sich Hierokles' Lehre von derjenigen Plotins, nach welcher die Seele noch weiter aufsteigen und sich mit dem Einen vereinigen kann.

## Ausgabe
- Friedrich Wilhelm Köhler (Hrsg.): Hieroclis in aureum Pythagoreorum carmen commentarius. Teubner, Stuttgart 1974, ISBN 3-519-01410-6 (kritische Ausgabe des Kommentars zu den Goldenen Versen)

## Übersetzungen
- Friedrich Wilhelm Köhler (Übers.): Hierokles: Kommentar zum pythagoreischen Goldenen Gedicht. Teubner, Stuttgart 1983, ISBN 3-519-04042-5
- Hermann S. Schibli: Hierocles of Alexandria. Oxford University Press, Oxford 2002, ISBN 0-19-924921-0, S. 327–362 (englische Übersetzung der Fragmente von Über die Vorsehung und die Heimarmene mit Kommentar)